# Isabel Marcos Naranjo
Isabel Marcos (Albacete, 1 de agosto de 1980) es una locutora de radio española

## Radio
Se incorporó a los 40 de Albacete tras hacerse una prueba en 1999, durante dos años y medio permaneció ahí hasta que en septiembre del 2002 se trasladó a Madrid tras pasar otra prueba y formar así parte del elenco de locutores a nivel nacional de Los 40 Principales durante seis años. Su descubridor fue Manuel Molés.
Del 1 de octubre de 2008 a agosto del 2009 fue locutora de Cadena Dial. Desde el 31 de agosto de 2009 al 16 de julio de 2010 fue la co-presentadora del morning show de Europa FM Ya te digo. Siendo este su último trabajo en la radio hasta el momento.

## Televisión
En el 2002 probó suerte con la televisión en México, así estuvo durante casi un año dónde presentaba un programa muy divertido por las mañanas.
En 2010 estrenó en Neox el late night Ya te digo.